# Valentina Díaz
Valentina Fernanda Díaz Tapia (30 de marzo de 2001) es una futbolista chilena. Juega de defensa y su equipo actual es el Universidad de Chile de la Primera División de Chile.
Es internacional absoluta con la selección de Chile desde 2019.

## Selección nacional
En marzo de 2018 jugó el Campeonato Sudamericano Femenino Sub-17 de 2018 en San Juan, Argentina, donde la selección sub-17 no paso la fase de grupos.
Con la selección sub-20 de Chile jugó en los Juegos Suramericanos de 2018, donde anotó un gol a Argentina en la fase de grupos. La selección consiguió el cuarto lugar.
Debutó con la selección de Chile el 3 de marzo de 2019 en la derrota por 2-3 contra Jamaica.

## Clubes
| Club                 | País  | Año             |
| -------------------- | ----- | --------------- |
| Colo-Colo            | Chile | 2018 - 2021     |
| Universidad de Chile | Chile | 2022 - Presente |